# Liste des épisodes de The Cleveland Show
Cet article présente la liste des épisodes The Cleveland Show.

## Panorama des saisons
| Saison | Saison | Nombre d'épisodes | Horaire US                                  | Diffusion originale | Diffusion originale | Audiences US (En millions) |
| Saison | Saison | Nombre d'épisodes | Horaire US                                  | Début de saison     | Fin de saison       | Audiences US (En millions) |
| ------ | ------ | ----------------- | ------------------------------------------- | ------------------- | ------------------- | -------------------------- |
|        | 1      | 21                | Dimanche 20h30                              | 27 septembre 2009   | 23 mai 2010         | 6.38                       |
|        | 2      | 22                | Dimanche 20h30 (2010) Dimanche 21h30 (2011) | 26 septembre 2010   | 15 mai 2011         | 6.12                       |
|        | 3      | 22                | Dimanche 20h30 (2011) Dimanche 19h30 (2012) | 25 septembre 2011   | 20 mai 2012         | 4.03                       |
|        | 4      | 23                | Dimanche 19h30                              | 7 octobre 2012      | 19 mai 2013         | 3.10                       |

## Saison 1: 2009-2010
| N° | #  | Titre français Titre original                                          | Réalisation                  | Scénario                                     | 1re diffusion US  | Code de production | Audiences US (en M.) |
| -- | -- | ---------------------------------------------------------------------- | ---------------------------- | -------------------------------------------- | ----------------- | ------------------ | -------------------- |
| 1  | 1  | De retour dans le sud Pilot                                            | Anthony Lioi                 | Seth MacFarlane, Richard Appel et Mike Henry | 27 septembre 2009 | 1APS01             | 9.42                 |
| 2  | 2  | Un beau-père plein de surprises Da Doggone Daddy-Daughter Dinner Dance | Chuck Klein                  | Julius Sharpe                                | 4 octobre 2009    | 1APS02             | 8.70                 |
| 3  | 3  | À la recherche de nouveaux amis The One About Friends                  | Oreste Canestrelli           | Jonathan Green et Gabe Miller                | 11 octobre 2009   | 1APS04             | 7.78                 |
| 4  | 4  | Un nouveau job pour Cleveland Birth of a Salesman                      | Chris Graham et Anthony Lioi | Kirker Butler                                | 18 octobre 2009   | 1APS03             | 7.75                 |
| 5  | 5  | Le gage de puberté Cleveland Jr.'s Cherry Bomb                         | Mike L. Mayfield             | Aseem Batra                                  | 8 novembre 2009   | 1APS08             | 6.28                 |
| 6  | 6  | Les copines Ladies' Night                                              | Justin Ridge                 | Clarence Livingston                          | 15 novembre 2009  | 1APS07             | 7.01                 |
| 7  | 7  | Un Thanksgiving détonnant A Brown Thanksgiving                         | Chuck Klein et Matt Engstrom | Matt Murray                                  | 22 novembre 2009  | 1APS09             | 6.53                 |
| 8  | 8  | Un lit très convoité From Bed to Worse                                 | Anthony Agrusa               | Teri Schaffer et Raynelle Swilling           | 29 novembre 2009  | 1APS05             | 7.20                 |
| 9  | 9  | Un bobard pour Noël A Cleveland Brown Christmas                        | Oreste Canestrelli           | Jonathan Green et Gabe Miller                | 13 décembre 2009  | 1APS11             | 6.52                 |
| 10 | 10 | À chacun ses rêves Field of Streams                                    | Ian Graham                   | Aaron Lee                                    | 3 janvier 2010    | 1APS06             | 6.96                 |
| 11 | 11 | Amour, gloitre et bourrelets Love Rollercoaster                        | Ron Rubio                    | Kirker Butler                                | 10 janvier 2010   | 1APS10             | 8.54                 |
| 12 | 12 | Le gang Our Gang                                                       | Anthony Agrusa               | Aaron Lee                                    | 31 janvier 2010   | 1APS12             | 4.53                 |
| 13 | 13 | Chignion et gnons Buried Pleasure                                      | Ian Graham                   | Julius Sharpe                                | 14 février 2010   | 1APS13             | 4.85                 |
| 14 | 14 | Le mauvais fils The Curious Case of Jr. Working at The Stool           | Justin Ridge                 | Kevin Biggins et Travis Bowe                 | 21 février 2010   | 1APS14             | 5.60                 |
| 15 | 15 | Lune de fiel à New-York Once Upon a Tyne in New York                   | Mike L. Mayfield             | Aaron Lee                                    | 21 mars 2010      | 1APS16             | 5.04                 |
| 16 | 16 | La ville dont vous êtes le héros The Brown Knight                      | Matt Engstrom                | Aseem Batra                                  | 28 mars 2010      | 1APS17             | 5.64                 |
| 17 | 17 | Autant en emporte le vent Gone With the Wind                           | Ron Rubio                    | Bill Oakley                                  | 11 avril 2010     | 1APS18             | 5.45                 |
| 18 | 18 | 1 fille, 2 garçons, 0 possibilité Brotherly Love                       | Anthony Agrusa               | Justin Heimberg                              | 2 mai 2010        | 1APS20             | 5.28                 |
| 19 | 19 | Le mois de l'histoire des noirs Brown History Month                    | Ian Graham                   | Matt Murray                                  | 9 mai 2010        | 1APS21             | 5.28                 |
| 20 | 20 | Drôles de dames Cleveland's Angels                                     | Oreste Canestrelli           | Clarence Livingston                          | 16 mai 2010       | 1APS19             | 5.78                 |
| 21 | 21 | Affaires de famille You're the Best Man, Cleveland Brown               | Justin Ridge                 | Kirker Butler                                | 23 mai 2010       | 1APS22             | 4.91                 |

## Saison 2: 2010-2011
| N° | #  | Titre français Titre original                                      | Réalisation        | Scénario                               | 1re diffusion US  | Code de production | Audiences US (en M.) |
| -- | -- | ------------------------------------------------------------------ | ------------------ | -------------------------------------- | ----------------- | ------------------ | -------------------- |
| 22 | 1  | Star du hip hop Harder, Better, Faster, Browner                    | Ian Graham         | Matt Murray                            | 26 septembre 2010 | 2APS06             | 6.60                 |
| 23 | 2  | En direct live! Cleveland Live!                                    | Ken Wong           | Jonathan Green et Gabe Miller          | 3 octobre 2010    | 2APS01             | 6.65                 |
| 24 | 3  | Le retour aux sources How Cleveland Got His Groove Back            | Oreste Canestrelli | Julius Sharpe                          | 10 octobre 2010   | 2APS05             | 5.63                 |
| 25 | 4  | La t'œuf d'halloween It's the Great Pancake, Cleveland Brown       | Ron Rubio          | Aseem Batra                            | 7 novembre 2010   | 2APS04             | 6.68                 |
| 26 | 5  | Tricher n'est pas jouer Little Man on Campus                       | Anthony Agrusa     | Kevin Biggins et Travis Bowe           | 14 novembre 2010  | 2APS03             | 6.66                 |
| 27 | 6  | Roboporc Fat and Wet                                               | Matt Engstrom      | Kirker Butler                          | 21 novembre 2010  | 2APS02             | 5.07                 |
| 28 | 7  | Encore un thanksgiving raté Another Bad Thanksgiving               | Mike L. Mayfield   | Clarence Livingston                    | 28 novembre 2010  | 2APS08             | 7.39                 |
| 29 | 8  | Un cadeau nommé murray Murray Christmas                            | Ken Wong           | Kirker Butler                          | 5 décembre 2010   | 2APS09             | 6.97                 |
| 30 | 9  | La bière de l'espoir Beer Walk!                                    | Jim Shellhorn      | Aaron Lee                              | 5 décembre 2010   | 2APS07             | 5.96                 |
| 31 | 10 | Invitez vos enfants au travail Ain't Nothin' But Mutton Bustin'    | Matt Engstrom      | Courtney Lilly                         | 9 janvier 2011    | 2APS10             | 7.38                 |
| 32 | 11 | Un problème nommé Roberta How Do You Solve a Problem Like Roberta? | Anthony Agrusa     | Aaron Lee                              | 16 janvier 2011   | 2APS12             | 5.52                 |
| 33 | 12 | La promotion Like a Boss                                           | Ron Rubio          | Matt Murray                            | 23 janvier 2011   | 2APS11             | 5.19                 |
| 34 | 13 | Des problèmes de taille A Short Story and a Tall Tale              | Ian Graham         | Julius Sharpe                          | 13 février 2011   | 2APS14             | 4.75                 |
| 35 | 14 | Terry le célibataire Terry Unmarried                               | Ken Wong           | Aaron Lee                              | 20 février 2011   | 2APS17             | 5.43                 |
| 36 | 15 | Reconstitution historique The Blue, The Gray and The Brown         | Oreste Canestrelli | Jonathan Green et Gabe Miller          | 6 mars 2011       | 2APS13             | 4.80                 |
| 37 | 16 | L'arnaque The Way the Cookie Crumbles                              | Jim Shellhorn      | Chadd Gindin                           | 13 mars 2011      | 2APS15             | 4.64                 |
| 38 | 17 | Mise en bière blonde To Live and Die in VA                         | Seung-Woo Cha      | Mehar Sethi                            | 20 mars 2011      | 2APS16             | 5.45                 |
| 39 | 18 | L'essence de Cleveland The Essence of Cleveland                    | Matt Engstrom      | Jonathan Green et Gabe Miller          | 3 avril 2011      | 2APS18             | 4.81                 |
| 40 | 19 | À voile et à vapeur Ship'rect                                      | Ken Wong           | Teri Schaffer et Raynelle Swilling     | 10 avril 2011     | 1APS15             | 4.93                 |
| 41 | 20 | La cool attitude Back to Cool                                      | Anthony Agrusa     | Kevin Biggins et Travis Bowe           | 17 avril 2011     | 2APS19             | 4.61                 |
| 42 | 21 | Cleveland, l'émission Your Show of Shows                           | Oreste Canestrelli | Carl Reiner Aseem Batra et Matt Murray | 8 mai 2011        | 2APS21             | 4.70                 |
| 43 | 22 | Ça chauffe avec Cocoa Bang Bang Hot Cocoa Bang Bang                | Ian Graham         | Kirker Butler                          | 15 mai 2011       | 2APS22             | 4.93                 |

## Saison 3: 2011-2012
Le 9 mai 2011 Fox a renouvelé la série pour deux saisons. La diffusion a eu lieu entre le 25 septembre 2011 et le 20 mai 2012.
| N° | #  | Titre français Titre original                       | Réalisation        | Scénario                               | 1re diffusion US  | Code de production | Audiences US (en M.) |
| -- | -- | --------------------------------------------------- | ------------------ | -------------------------------------- | ----------------- | ------------------ | -------------------- |
| 44 | 1  | Etroite amitié BFFs                                 | Steve Robertson    | Kirker Butler                          | 25 septembre 2011 | 3APS01             | 6.13                 |
| 45 | 2  | L'ouragan The Hurricane!                            | Ron Rubio          | Kirker Butler                          | 2 octobre 2011    | 2APS20             | 5.56                 |
| 46 | 3  | La nuit des citrouilles A Nightmare on Grace Street | Phil Allora        | Jonathan Green et Gabe Miller          | 30 octobre 2011   | 3APS04             | 4.66                 |
| 47 | 4  | Jour de sèche Skip Day                              | Jack Perkins       | Dave Jeser et Matt Silverstein         | 20 novembre 2011  | 3APS03             | 3.86                 |
| 48 | 5  | Yémen pas large Yemen Party                         | Seung-Woo Cha      | Julius Sharpe                          | 27 novembre 2011  | 3APS02             | 3.67                 |
| 49 | 6  | Un corps de rêve Sex and the Biddy                  | Ron Rubio          | Aseem Batra                            | 4 décembre 2011   | 3APS06             | 5.47                 |
| 50 | 7  | Piège de cristal Die Semi-Hard                      | Seung-Woo Cha      | John Viener                            | 11 décembre 2011  | 3APS10             | 5.07                 |
| 51 | 8  | Toi aussi, junior Y Tu Junior Tambien               | Jack Perkins       | Aaron Lee                              | 8 janvier 2012    | 3APS11             | 4.48                 |
| 52 | 9  | Spanish embrouille There Goes El Neighborhood       | Ron Rubio          | Courtney Lilly                         | 29 janvier 2012   | 3APS14             | 2.75                 |
| 53 | 10 | Danse avec les Stools Dancing with the Stools       | Anthony Agrusa     | Matt Murray                            | 12 février 2012   | 3APS05             | 2.72                 |
| 54 | 11 | Porque et Bean Brown Magic                          | Anthony Agrusa     | Chadd Gindin                           | 19 février 2012   | 3APS13             | 2.61                 |
| 55 | 12 | Dialogue de sourds 'Til Deaf                        | Oreste Canestrelli | Aaron Lee                              | 4 mars 2012       | 3APS07             | 3.11                 |
| 56 | 13 | Speedy Cleveland Das Shrimp Boot                    | Oreste Canestrelli | John Viener                            | 11 mars 2012      | 3APS15             | 3.35                 |
| 57 | 14 | Folies paternelles March Dadness                    | Ian Graham         | Jonathan Green et Gabe Miller          | 18 mars 2012      | 3APS16             | 3.22                 |
| 58 | 15 | Noir ou blanc The Men in Me                         | Steve Robertson    | Clarence Livingston                    | 25 mars 2012      | 3APS09             | 3.12                 |
| 59 | 16 | Attaque frappée Frapp Attack!                       | Phil Allora        | Kevin Biggins et Travis Bowe           | 1 avril 2012      | 3APS12             | 2.87                 |
| 60 | 17 | L'arroseur arrosé American Prankster                | Seung-Woo Cha      | Bill Oakley                            | 15 avril 2012     | 3APS18             | 4.34                 |
| 61 | 18 | Grosse moustache du campus B.M.O.C.                 | Steve Robertson    | Kirker Butler                          | 29 avril 2012     | 3APS17             | 3.12                 |
| 62 | 19 | Pas très catholique Jesus Walks                     | Phil Allora        | Kirker Butler                          | 29 avril 2012     | 3APS20             | 4.06                 |
| 63 | 20 | L'homme-toilettes Flush of Genius                   | Jack Perkins       | Aaron Lee                              | 6 mai 2012        | 3APS19             | 3.11                 |
| 64 | 21 | Le retrouveur Mama Drama                            | Anthony Agrusa     | Chadd Gindin                           | 13 mai 2012       | 3APS21             | 2.79                 |
| 65 | 22 | Gros bide burger All You Can Eat                    | Ian Graham         | Aseem Batra et Bill Oakley Aseem Batra | 20 mai 2012       | 3APS24             | 3.01                 |

## Saison 4: 2012-2013
La diffusion de la quatrième saison a débuté le 7 octobre 2012 aux États-Unis sur la Fox et s'est terminée le 19 mai 2013.
Le 27 septembre 2013, France Ô arrêtera de diffuser la série alors qu'il manque 6 épisodes non diffusés de la saison 4, (épisodes 1, 3, 5, 9, 13 et 22). Tous les épisodes manquant ont été diffusés à partir de 22h le 23 décembre 2013.
| N° | #  | Titre français Titre original                                      | Réalisation        | Scénario                                 | 1re diffusion US | Code de production | Audiences US (en M.) |
| -- | -- | ------------------------------------------------------------------ | ------------------ | ---------------------------------------- | ---------------- | ------------------ | -------------------- |
| 66 | 1  | Les évadés de Goochland Escape from Goochland                      | Jack Perkins       | Courtney Lilly                           | 7 octobre 2012   | 4APS04             | 4.47                 |
| 67 | 2  | Menace sur la société secrète Menace II Secret Society             | Ron Rubio          | Clarence Livingston                      | 4 novembre 2012  | 3APS22             | 3.95                 |
| 68 | 3  | À tes ordres, mon général A General Thanksgiving Episode           | Justin Ridge       | Courtney Lilly                           | 18 novembre 2012 | 3APS08             | 3.26                 |
| 69 | 4  | Une histoire de dinde Turkey Pot Die                               | Anthony Agrusa     | Dave Jeser et Matt Silverstein           | 25 novembre 2012 | 4APS06             | 4.32                 |
| 70 | 5  | Ce que femme veut A Vas Deferens Between Men & Women               | Jeff Myers         | John Viener                              | 2 décembre 2012  | 4APS02             | 3.37                 |
| 71 | 6  | Sans foi ni toit Tis the Cleveland to Be Sorry                     | Oreste Canestrelli | Chadd Gindin                             | 16 décembre 2012 | 4APS08             | 3.06                 |
| 72 | 7  | Arnaques et frères Hustle 'N' Bros                                 | Seung-Woo Cha      | Kirker Butler                            | 13 janvier 2013  | 4APS03             | 2.66                 |
| 73 | 8  | Autour du monde avec Cleveland Wide World of Cleveland Show        | Ron Rubio          | Aaron Lee                                | 27 janvier 2013  | 4APS07             | 2.57                 |
| 74 | 9  | Oui, je le veux Here Comes the Bribe                               | Jack Perkins       | Dave Jeser et Matt Silverstein           | 10 février 2013  | 4APS12             | 2.76                 |
| 75 | 10 | Cookie Blues When a Man (or a Freight Train) Loves His Cookie      | Phil Allora        | Clarence Livingston                      | 17 février 2013  | 4APS05             | 2.63                 |
| 76 | 11 | Indemnités de licenciement Brownsized                              | Phil Allora        | Steven Ross                              | 3 mars 2013      | 4APS13             | 3.28                 |
| 77 | 12 | Ranimer la flamme Pins, Spins and Fins! (Shark Story Cut for Time) | Steve Robertson    | Jonathan Green et Gabe Miller            | 3 mars 2013      | 4APS09             | 3.78                 |
| 78 | 13 | L'espion qui dératisait A Rodent Like This                         | Seung-Woo Cha      | Aaron Lee                                | 10 mars 2013     | 4APS11             | 4.04                 |
| 79 | 14 | Votez Tubbs The Hangover: Part Tubbs                               | Ron Rubio          | Aaron Lee                                | 17 mars 2013     | 4APS14             | 2.83                 |
| 80 | 15 | Le rêve californien California Dreamin' (All the Cleves are Brown) | Oreste Canestrelli | Dave Jeser et Matt Silverstein           | 17 mars 2013     | 3APS23             | 4.05                 |
| 81 | 16 | Meurtre par œuf Who Done Did It?                                   | Jeff Myers         | Kevin Biggins et Travis Bowe             | 7 avril 2013     | 4APS10             | 3.38                 |
| 82 | 17 | Docteur Fist and Mister Balance The Fist and the Furious           | Anthony Agrusa     | Jonathan Green et Gabe Miller            | 14 avril 2013    | 4APS15             | 2.50                 |
| 83 | 18 | Parole de scout Squirt's Honor                                     | Oreste Canestrelli | Daniel Dratch                            | 21 avril 2013    | 4APS16             | 2.02                 |
| 84 | 19 | Comme un homme Grave Danger                                        | Steve Robertson    | Kirker Butler                            | 28 avril 2013    | 4APS17             | 2.66                 |
| 85 | 20 | Monsieur Cacahouète Of Lice and Men                                | Jeff Myers         | John Viener Kevin Biggins et Travis Bowe | 12 mai 2013      | 4APS18             | 1.89                 |
| 86 | 21 | M. et Mme Brown Mr. & Mrs. Brown                                   | Steve Robertson    | Chadd Gindin                             | 12 mai 2013      | 4APS01             | 2.26                 |
| 87 | 22 | Train de folie Crazy Train                                         | Ian Graham         | Aseem Batra et Bill Oakley Aseem Batra   | 19 mai 2013      | 4APS19             | 2.14                 |
| 88 | 23 | La roue de la famille Wheel! Of! Family!                           | Anthony Agrusa     | Chadd Gindin                             | 19 mai 2013      | 4APS20             | 2.43                 |